# Gerics Roland
Gerics Roland (Tatabánya, 2001. október 3. –) magyar bajnok távolugró.

## Sportpályafutása
2006-2010 között szertornázott, a korosztályában versenyeket nyert. 2011-től a Tatabányai Sport Clubnál atletizál. 2020-ig Henyecz László tanítványa volt, majd az egyetemi tanulmányok miatt Pestre került, ahol Dömötör Balázs edzette a versenyszezon alatt. Jelenleg (2022) Kiss Tiborral készül. 

## Legjobb eredményei évenként
Távolugrás
- 2014-ben 4,90 méter (Tatabánya)
- 2015-ben 5,13 méter (Székesfehérvár)
- 2016-ban 5,91 méter (Debrecen)
- 2017-ben 6,08 méter (Székesfehérvár)
- 2018-ban 6,69 méter (Budapest)
- 2019-ben 7,30 méter (Tatabánya)
- 2022-ben 7.47 méter (Debrecen)

Hármasugrás
- 2017-ben 13,81 méter (Debrecen)
- 2018-ban 14,24 méter (Ptuj)
- 2019-ben 14,76 méter (Budapest)
- 2022-ben 14,83 méter (Debrecen)

## Tanulmányai
2020-tól a BGE Külkereskedelmi Kar hallgatója.

## Egyéni csúcsai
fedett pálya
- távolugrás: 7,44 m (Budapest, 2023. január 29.)
- hármasugrás: 14,69 m (Budapest, 2020. március 1.)
- 60 m: 6,98 (Budapest, 2022. január 29.)
- 1000 m: 3:44,1 (Budapest, 2016. március 6.)
- magasugrás: 1,50 m (Budapest, 2016. március 6.)
- ötpróba 2274 (Budapest, 2016. március 6.)
- 4 × 200 váltó: 1:39,33 (Budapest, 2017. február 26.)

Szabadtér
- távolugrás: 7,50 m (Győr, 2022.szeptember 10.)
- hármasugrás: 15,16 m (Debrecen, 2022. szeptember 18.)
- 100 m: 11,38 (Budapest, 2019. június 22.)
- 1500 m: 5:44,68 (Székesfehérvár, 2016. szeptember 18.)
- magasugrás: 1,43 m (Székesfehérvár, 2014. szeptember 20.)
- súlylökés (4kg): 8,58 m (Székesfehérvár, 2015. szeptember 19.)
- 4 × 100 váltó: 42,45 (Székesfehérvár, 2021. szeptember 11.)

## Eredményei
Magyar bajnokság
fedett pálya
- Távolugrás
  - aranyérmes: 2023
  - bronzérmes: 2022

## Díjai, elismerései
- Magyarország jó tanulója - jó sportolója (2016)
- Földi Imre sportösztöndíj (2021)